# Maria Deroche
Pour les articles homonymes, voir Deroche.
Maria Deroche, née le 21 juillet 1938 à São Paulo au Brésil et morte le 24 janvier 2023 dans le 13e arrondissement de Paris, est une architecte française.

## Biographie
Maria Deroche intègre en 1958 la Faculté d'architecture de São Paulo, où elle obtient son diplôme en 1963 et côtoie les architectes brutalistes du pays, dont Paulo Mendes da Rocha et João Batista Vilanova Artigas.
De 1963, date de son départ pour la France, à 1971, elle travaille successivement pour les agences de Bernard Zehrfuss, puis à l'ANPAR (Michel Andrault et Pierre Parat).
En 1971, elle rejoint l'Atelier d'urbanisme et d'architecture (AUA) comme salariée, puis en devient associée en 1977,, aux côtés de Jean Deroche, son mari.
En 1985, Jean et Maria Deroche quittent l'AUA peu avant sa dissolution et fondent l'Atelier d'urbanisme et d'architecture Jean et Maria Deroche.
En 1990, Maria Deroche signe l'appel des 250 appelant à réagir face à la montée du Front national.

## Réalisations
Maria Deroche a participé à la réalisation de nombreux projets d'architecture, notamment à Orly :
- Marché couvert de Saint-Denis, avec Jean Prouvé, Jules Durupt, Lance, Alfred Pinard, Jean Deroche[6]
- la maison Jean Prouvé, à Orly avec Jean Deroche[7]
- la résidence Max Jacob à Drancy[8]
- le Centre de loisirs Gérard-Philipe à Orly avec Jean Prouvé et Jean Deroche[9]
- le collège Desnos à Orly, avec Jean Deroche[10]
- la Salle de l'Orangerie à Orly, avec Jean Deroche[10]
- la Maison de l'enfance à Orly, avec Jean Deroche[10]
- la gare des Saules à Orly, avec Jean Deroche[11]
- l'ensemble résidentiel Les Terrasses, à Orly avec Jean Deroche, Paul Chemetov[12]
- la réalisation de logements au centre-ville de Saint-Denis, avec Renée Gailhoustet et Jean Deroche[13],[14]
- la réhabilitation du quartier Saint-Jacques à Dieppe, avec Jean Deroche[15].

Elle participe, avec de nombreux grands noms de l'architecture, à la réalisation de la ZAC Basilique à Saint-Denis.
Un de ses projets (en participation) a été présenté lors d'une exposition organisée par le Centre d'information, de Documentation et d'Exposition d'Urbanisme et d'Architecture de Paris et de la Métropole parisienne fin 1995 début 1996 intitulée : 7 concours de logements, Concours lancés par l'OPAC. Il s'agit de l'immeuble de logements situé 156-158, impasse Baudricourt, Paris 13e,.

## Intervention publique
Le 30 octobre 2015, Maria Deroche intervient à la Cité de l'architecture et du patrimoine lors d'une table ronde sur le thème Une architecture de l'engagement, l'AUA (1960-1985).

## Décès
Elle meurt le 24 janvier 2023.